# Jennifer Cheon Garcia
Jennifer Cheon Garcia Warn ist eine kanadische Schauspielerin.

## Leben
Cheon Garcia ist koreanisch-mexikanischer Abstammung und ist aus Vancouver. Bereits im Alter von sechs Jahren sammelte sie erste schauspielerische Erfahrungen an Bühnenstücken. Sie hält zwei schwarze Gürtel in Taekwondo und betreibt Muay Thai. Sie ist mit dem US-amerikanischen Filmschaffenden Jesse Warn verheiratet.
2005 und 2006 übernahm sie jeweils Nebenrollen in den Filmen Eve and the Fire Horse und Like Mike 2: Streetball. 2010 hatte sie eine Nebenrolle im Blockbuster Das A-Team – Der Film. In den nächsten Jahren folgten Episodenrollen in verschiedenen kanadischen und US-amerikanischen Fernsehserien. 2014 spielte sie im Fernsehfilm Eine samtige Bescherung die Rolle der Sarah. 2015 war sie in acht Episoden der Fernsehserie Minority Report in der Rolle der Andromeda zu sehen. Ab demselben Jahr bis einschließlich 2017 spielte sie 14-mal die Rolle der Gina Salvino in der Fernsehserie The Drive. Von 2017 bis 2021 war sie in der Fernsehserie Van Helsing als Ivory zu sehen. In insgesamt 24 Episoden mimte sie die Rolle.

## Filmografie (Auswahl)
- 2005: Eve and the Fire Horse
- 2006: Like Mike 2: Streetball
- 2010: Das A-Team – Der Film (The A-Team)
- 2012: Fairly Legal (Fernsehserie, Episode 2x02)
- 2012: Fringe – Grenzfälle des FBI (Fringe, Fernsehserie, 2 Episoden)
- 2013: Captive
- 2013–2014: Arrow (Fernsehserie, 5 Episoden, verschiedene Rollen)
- 2014: Arctic Air (Fernsehserie, Episode 3x09)
- 2014: The Flash (Fernsehserie, Episode 1x01)
- 2014: Eine samtige Bescherung (The Nine Lives of Christmas, Fernsehfilm)
- 2015: Once Upon a Time – Es war einmal … (Once Upon a Time, Fernsehserie, Episode 4x18)
- 2015: The Whispers (Fernsehserie, Episode 1x07)
- 2015: Minority Report (Fernsehserie, 8 Episoden)
- 2015–2017: The Drive (Fernsehserie, 14 Episoden)
- 2016: Trying (Kurzfilm)
- 2016: Motive (Fernsehserie, Episode 4x03)
- 2016: Countdown – Ein Cop sieht rot (Countdown)
- 2016: Sandra Brown’s White Hot (Fernsehfilm)
- 2016: All for Love (Fernsehfilm)
- 2016: Star Trek Beyond
- 2016: Looks Like Christmas (Fernsehfilm)
- 2016: Travelers – Die Reisenden (Travelers, Fernsehserie, Episode 1x08)
- 2016: Ice (Fernsehserie, Episode 1x04)
- 2017: Lucifer (Fernsehserie, Episode 2x11)
- 2017: The 100 (Fernsehserie, Episode 4x02)
- 2017: Supernatural (Fernsehserie, Episode 12x12)
- 2017: Bates Motel (Fernsehserie, Episode 5x09)
- 2017: Zoo (Fernsehserie, 2 Episoden)
- 2017: Mister Before Sister
- 2017: Girlfriends’ Guide to Divorce (Fernsehserie, Episode 4x02)
- 2017: Hailey Dean Mystery (Fernsehserie, Episode 1x03)
- 2017–2021: Van Helsing (Fernsehserie, 24 Episoden)
- 2018: Colony (Fernsehserie, Episode 3x13)
- 2019: Supergirl (Fernsehserie, Episode 5x01)
- 2021: Batwoman (Fernsehserie, Episode 3x03)
- 2021: Das Rad der Zeit (The Wheel of Time, Fernsehserie, Episode 1x06)
- 2022: The Imperfects (Fernsehserie, 2 Episoden)